# Хмара (роман)
«Хмара» (нім. Die Wolke) — дитячий науково-фантастичний роман німецької письменниці Ґудрун Паузеванґ, опублікований 1987 року, в якому розповідається про вигадану долю 14-річної Дженни-Берти, яка стає жертвою радіації в результаті аварії на реакторі. Роман надрукували через рік після Чорнобильської катастрофи.

## Історичний фон
Ґудрун Паузеванґ намагається показати, що могло відбутися, якби сталася така трагедія, як Чорнобильська катастрофа (1986), у Західній Німеччині. «Передмова» — це реклама колективу з семи осіб, оубліковану в Die Zeit, яка присвячена наслідкам аварії на Чорнобильській АЕС та інформаційній політиці, описує виниклі страхи серед населення Західної Німеччини.

## Сюжет
Повністю непідготовлені, Дженна-Берта та всі інші учні й вчителі школи здивовані тривожним сигналом про катастрофу, викликаним серйозною аварією на реакторі атомної електростанції Графенрайнфельд. Починається паніка. Дженна-Берта тікає додому (Шліц біля Фульди), де її брат Улі – єдиний із родини, який чекає на дівчину: батьки в Швайнфурті, а бабуся та дідусь, які також живуть в одному будинку, у відпустці, отож підлітки залишаються самі по собі. Ще до приїзду Дженни-Берти зателефонувала її тітка Альмут і порадила Улі оселитися в підвалі будинку, тому що так рекомендує поліція з гучномовців. Однак, оскільки вони тільки починають переселятися в підвал, їх мати дзвонить із залізничного вокзалу в Швайнфурті, де вона та молодший брат Кай чекають на евакуацію. Мати закликає Дженну-Берту покинути Шліц. Їм слід поїхати з сусідами, а після цього протягом найближчого часу проживати у своєї тітки Хельги в Гамбурзі.
Але оскільки всі сусіди вже роз’їхалися, вони вдвох тікають на велосипедах. На вулицях панує хаос, відбуваються вбивства та насилля. Під час втечі помирає Улі, він впав з велосипеду і його переїхала машина, яка проїжджала повз. Повністю шоковану Дженну-Берту родина привозить на залізничний вокзал Бад-Герсфельда. Там, у хаосі, вона втрачає дітей сім’ї, про яких вона повинна піклуватися. Все ще шокована і нездатна діяти раціонально, Дженна хоче повернутися до свого померлого брата, щоб поховати його. Дівчина потрапляє під радіоактивний дощ, її підбирає група хіпі в автобусі, але висаджує дівчину на кордоні з НДР. Там вона блукає по липовій алеї, перехиляється через перила, зривається й падає.
Вона опиняється в імпровізованій лікарні в будівлі школи прикордонного містечка Герлесгаузен на півночі Гессена, де їй доводиться стати свідком ще багатьох страждань і ударів долі, включаючи смерть турецької дівчини, з якою Дженна-Берта подружилася. Про всі масштаби катастрофи вона дізнається з телевізійних репортажів і розповідей медсестри. Деякий час по тому її волосся починає випадати як реакція на радіацію, під вплив якої дівчина потрапила. На прохання дізнатися про долю родичів, персонал лікарні швидкої допомоги відповідає лише ухильно.
Нарешті, Дженна-Берта сама додається до файлу пошуку, так що з Гамбурга з’являється її нелюба тітка Хельга, батькова сестра. Дівчина дізнається від неї те, що від неї досі приховували: померли її батьки та молодший брат Кай. Батько Дженни-Берти помер вранці в день катастрофи, а мати й Кай померли через декілька днів у лікарні швидкої допомоги. Лише дідусь і бабуся досі живі, оскільки вони були у відпустці на Майорці, коли сталася катастрофа. Однак тітка відмовляється повідомити стареньким, що з родини її сина ніхто не вижив, окрім Дженни, а також просить дівчину підіграти їй. Хельга планує вмовити бабусю й дідуся залишитися на Майорці якомога довше та повідомити їм, що зараз батьки та брати Жанни-Берти все ще лікуються в спеціальних клініках, захищених від зовнішнього світу. Після того, як вона трохи одужала, Джанна-Берта отримує можливість залишити лікарню, а Хельга бере її з собою в Гамбург. Територію, яка постраждала від аварії реактора та була евакуйована, розділили на три зони обмеженого доступу – центр навколо реактора забруднений на невизначений період часу, дрцга прилегла зона повинна залишатися закритми протягом десятиліть. Лише жителям зони відчуження 3 (до якої належить рідне місто Дженни-Берти Шліц), ймовірно, дозволять повернутися через декілька місяців.
За межами лікарні вона дізнається безпосередньо про непрямі наслідки аварії, про які раніше знала лише з телебачення: ціни на імпортні продукти, які не заражені, різко зросли, а економіка «лежить на дні»; Частину людей, евакуйованих із забрудненої території, доводиться примусово розміщувати в приватних квартирах, але багато живуть у аварійних притулках. Перш за все, вона стикається з тим, що людей, яких можна розпізнати за випаданням волосся з яскравими ознаками зараження, уникають і нікому не подобається з ними мати справу.
Невдовзі стосунки між Дженною-Бертою та тіткою стають дедалі складнішими, оскільки Хельга вимагає від Жанни-Берти дисципліни і не розуміє бажань племінниці. Як й інші родичі, які також знайшли у неї житло, вона хоче якнайшвидше повернутися до нормального життя; замість того, щоб переживати про горе дівчини, вона переживає за її шкільні оцінки. Випадково Джанна-Берта зустрічає Ельмара, колишнього однокласника, який також постраждав від катастрофи: він втратив не лише волосся, а й бажання жити, дружба між ними раптово обривається — Ельмар здійснює самогубство.
Через деякий час Дженну-Берту з Хельгою відвідує Альмут, молодша сестра її матері, яка подзвонила до Шліцу в день катастрофи. Вона працювала вчителькою і була вагітна на момент аварії, незважаючи на те, що вони з чоловіком, вочевидь, не мали прямих радіаційних ушкоджень, за терміновою порадою лікарів вирішили зробити аборт. Вона також розповідає Дженні-Берті шокуючу історію, яку уряд спочатку тримав у таємниці, але яка, тим не менш, стала відома: вранці в день катастрофи внутрішня заборонена зона 1 навколо реактора була оточена військовими в захисних костюмах. Тих, хто хотів покинути територію, розстрілювали, бо люди там були настільки заражені, що становили б небезпеку для інших і все одно не мали б шансів вижити. Ймовірно, батько Дженни був одним із цих людей.
Невдовзі після цього Дженна-Берта залишає Гамбург до переїжджає до Альмута, її чоловіка та його батько у Вісбаден. Незважаючи на тісну квартиру, Дженна почувається як вдома з рідними, які також постраждали від лиха. У той час як тітка в Гамбурзі завжди намагалася переконати лису Джанне-Берту носити кепку, Альмут також бачить себе хібакусею (на основі вцілілих після атомного бомбардування Хіросіми та Нагасакі) і проводить кампанії в підтримку інших жертв радіації. У цьому їй допомагає Дженна-Берта. На заході, організованому жертвами катастрофи, Дженна зустрічає колишніх однокласників та сусідів зі Шліца. Вона дізнається, що декілька однокласників загинули і що багато щліцерчан більше не планують повертатися в містечко, коли місцевість буде розблокована. Дженна-Берта також зустрічає там Ларса, молодого чоловіка зі Шліца, який взяв її з собою до машини в день катастрофи. Він вступає в бурхливу суперечку зі своїми батьками, колишніми палкими прихильниками атомної енергетики, які лише скаржаться на матеріальні збитки в присутності Дженни-Берти і не думають, що дівчина постраждала від смерті майже всієї її родини.
Як тільки з'являється потрапити в заборонену зону 3, в якій також знаходиться Шліц, Дженна повертається додому. По дорозі вона проходить повз ріпакове поле, де їй довелося залишити загиблого в аварії брата. Вона перевіряє, чи тіло брата все ще там, і, знайшовши його останки, ховає його. Повернувшись в будинок своєї родини, дівчина знаходить дідуся й бабусю, які щойно повернулися додому з Майорки та ніпрощо не пдозрюють, і ховає свою лисину під кепкою, щоб не зіпсувати радість побачення з ними. Але коли дідусь одразу після цього розповідає про «непотрібне хвилювання» через цю «велику лиху казку», вона знімає капелюха і починає розповідати всю страшну правду.

## Класифікація у творчості автора
Книга, написана під впливом руху проти ядерної енергетики, має на меті привернути увагу молоді до проблем і небезпек ядерної енергетики. Автор порівнює у своїй передмові ядерну енергію з небезпекою націонал-соціалізму, закликає до опору «атомній мафії» та попереджає про «екоцид» у суспільстві.
Схожий за своєю стилістикою й змістом інший дитячий роман — «Останні діти Шевенборна» з похмурою небезпекою ядерної війни. Обидві книги використовують Шліц, колишнє рідне місто Паузеванґ, як реалістичну модель.

## Відгуки
«Хмару» Ґудрун Паузеванґ написала в лютому 1987 року. До вересня 1988 року було продано 50 000 примірників. У 2010 році кількість проданих примірників сягнула 1,5 мільйони штук, і роман потрапив до списку книг, рекомендованих до читання в школах. У своїй рецензії 1987 року Уте Блейч говорила про «жахливу відкритість автора» і судила: «Роман Паузеванга – це віддана, смілива спроба попрощатися з помилковими мріями та ілюзіями. Це викликає образ катастрофи як зцілювальний шок для покаяння». Через 18 років Ральф Гуземанн переоцінив книгу з нагоди її надходження до SZ Junge Bibliothek, «яка аж ніяк не містить [опис] лише смерті та загибелі, але й переконливо й зворушливо описує міжособистісні стосунки та характери. Це хвилююче аж до кінця і, незважаючи ні на що, все ще дає надію». Елвін Біндер, з іншого боку, розкритикував літературну комунікацію теми: «Уся книга — окрім серйозності її теми — це твір, у якому оповідач намагається використати найтривіальніші наративні моделі, щоб підвести жах [під] шкіру крізь гострі відчуття».
У квітні 1988 року незалежне журі рекомендувало «Хмару» як «літературно успішну» на Німецьку премію молодіжної літератури. Премія вручалася тодішнім Федеральним міністерством у справах молоді, сім’ї, жінок та охорони здоров’я та традиційно присуджувалася відповідальним міністром. Однак у правлячих колах ХДС існував опір присудженню премії роману з критикою ядерної енергетики, і лише після тривалих публічних дебатів, у яких Вальтер Єнс, Петер Гертлінг та голова журі Беттіна Гуррельманн виступали за нагородження, Рита Зюссмут присудила премію проти волі власної партії.
«Хмара» знову потрапила до списків бестселерів у березні 2011 року через ядерну катастрофу на Фукусімі. Озираючись на свою молодість у Західній Німеччині, Тільман Шпрекельсен написав: «Навряд чи якась книга так глибоко закріпилася в колективній пам’яті сьогоднішніх двадцяти-сорокп’ятирічних, як ця». Для Джудіт Лієр це був «шокуючий роман», який відобразив дух часу і травмував би молодих читачів. За словами Уллі Тюкмантел, «Ґудрун Паузеванґ зберегла та посилила страх після Чорнобильської катастрофи. У її книзі „нема над чим сміятися, є правильне й неправильне“». За словами Йоханнеса Боє «морально кисла хмара [...] забруднила достатньо інтелектуальне життя та мрії студентів з моменту її публікації в 1987 році».
Коли атомну електростанцію Графенрайнфельд закрили в 2015 році, Ганнес Фольмут порівняв Ґудрун Паузеванґ з «Дон Кіхотом, який змагався з атомними електростанціями замість вітряних млинів» і врешті побачив, як її опонент здався. Її «досягнення за все життя» — це „досягнення виживання: у віці 87 років вона пережила технологію, яка насправді мала тривати вічно“».

## Нагороди
- Німецька премія молодіжної літератури (1988).
- Німецька науково-фантастична премія (1988)
- Премія імені Курда Лассвіца (1988)

## Екранізація
У 2006 році текст роману адаптували у фільм-катастрофу під керівництвом Грегора Шніцлера. Екранізація також показує паніку, яка з’явилася на початку, але згодом переважно зосереджена на стосунках між двома головними героями Ельмаром (грає Франц Дінда) та Ханною (у виконанні Паули Каленберг). У фільмі атомна електростанція носить вигадану назву Atomkraftwerk Markt Ebersberg.

## Комікс
У 2008 році у видавництві Ravensburger Verlag надрукували комікс-адаптацію адаптація фільму-катастрофи німецької коміксистки Аніке Хаге.

## Дубляж
Книга також була покладена на музику як аудіокнига та радіовистава, обидві версії були скорочені та частково відрізняються від оригіналу.
- Die Wolke. gekürzte Lesung, ca. 138 Min., Hörbuch Hamburg, 2011, ISBN 978-3-86742-690-9.
- Die Wolke. Hörspiel, ca. 48 Min., Der Audio Verlag, 2012, ISBN 978-3-86231-130-9.

## Видання книги
- Gudrun Pausewang: Die Wolke, Maier, Ravensburg 1987 (Erstausgabe), ISBN 3-473-35086-9; Ravensburger Taschenbuch 2006, ISBN 978-3-473-58240-2; Jubiläumsausgabe 2012, ISBN 978-3-473-54401-1.